# Pacoro II de Partia
Pacoro II de Partia (Pākōr) fue un rey que gobernó sobre el Imperio parto desde 78 hasta 105 aproximadamente. Fue hijo de Vonones II y hermano de Vologases I, del que recibió el reino de Media Atropatene tras su ascenso al trono. A la muerte de Vologases I, Pacoro se rebeló contra su sobrino y sucesor, Vologases II (c. 78–80), derrotándole y destituyéndole.
De acuerdo a Dión Casio, Pacoro vendió el reino de Osroene a Abgar VII, y según Amiano Marcelino, ensanchó la ciudad de Ctesifonte y construyó sus murallas.
En el año 101, Pacoro envió una embajada a la dinastía Han de China, que bautizó a Partia como el reino Ansiek ("Anxi" en pronunciación actual). Parece que también tuvo relación con el emperador Trajano, de los flavios, al que formuló una serie de quejas.
En sus numerosas monedas se hace llamar "Arsaces Pacoro". Esta mención a su nombre propio, junto al nombre real Arsaces, muestra que existían rivales que le disputaban el reino. Tres de ellos nos son conocidos por sus monedas: además de Vologases II, entre ellos se encontraban Artabano III (c. 80–90) y Vologases III, desde aproximadamente 105.
Pacoro murió alrededor de 105, y fue sucedido por su hermano Osroes I, aunque su muerte fue aprovechada por Vologases III para reinar en amplios territorios en el levante del Imperio parto.